# Алексеевка (Ульяновск)
Алексеевка — упразднённое в 1976 году село Ульяновской области, вошедшее в состав Заволжского района города Ульяновск.

## География
Село находилось на окраине Заволжского района Ульяновска, на левом берегу реки Волга, между посёлком Ленинский (Рыбацкий) и селом Юрьевка, на месте современного парка «Прибрежный».

## История
Село возникло предположительно в начале XIX века и изначально называлось Тамбовка тож, затем — Алексеевский Выселок.
На 1889 год деревня Алексеевка, на болоте Липовом, была имением: купца Ф. В. Красникова, насл. дв. Львовых, графа М. И. Остен-Сакен, дв. П. К. Рудольера, куп. бр. Чебоксаровых.
На 1900 год в деревне Алексеевка (Тамбовка тож), на пруде, имелось две ветряные мельницы.
На 1910 год в деревне Алексеевка (Тамбовка тож), на пруде, имелось: земская школа и две ветряные мельницы.
В 1918 году деревня Алексеевка стала административным центром сельсовета.
В 1929 году село Алексеевка стала административным центром Алексеевского сельсовета, в который входили: с. Алексеевка, п. Лебяжий, с. Петровка II, с. Юрьевка.
В 1930 году был образован колхоз «Приволжский», в который вошли: Малое и Большое Пальцино, Алексеевка и Сосновка.
С 1930-х гг. и до 1954 г. рядом с селом, в районе Чёрного озера и часовенского кладбища, размещалась база ВМФ № 948 — склад ГСМ № 2030, к которой, от станции «Часовня-Нижняя», была проложена ж/д ветка, а населённый пункт назывался Городок, в 1955 году перенесён на Верхнюю Часовню.
С 1953 года жители села, в связи с затоплением Куйбышевским водохранилищем, стали переселяться из зоны затопления на новую площадку, на возвышенное место, в 2 км восточнее старого места.
В 1955 году село Алексеевка стало административным центром Алексеевского сельсовета, в который входили: с. Алексеевка, п. Ленинский, с. Юрьевка.
В 1973 году, в период спада уровня воды в Куйбышевском водохранилище, близ деревни Алексеевки местными жителями была обнаружена керамика срубной культуры, происходящая из разрушенного курганного могильника. Особый интерес представляют сосуды с загадочными знаками, расположенными, в противоположность орнаменту, асимметрично, без правильного повторения составляющих его элементов. В том же году к западу от деревни Алексеевки на острове в районе рыбачьей стоянки была найдена двупластинчатая застежка (фибула) середины I тыс. н. э.
В 1976 году, ввиду строительства УАПК, село и земля была передана Заволжскому району Ульяновска, под постройку жилого фонда. Снесено в 1980-х годах.
Административно-территориальная принадлежность
До 1851 года деревня находилась в составе Симбирского уезда Симбирской губернии. Прихожане Алексеевки (Тамбовка тож, Алексеевский Выселок) относились к приходу церкви Святой Троицы села Сосновка.
С 1860 года — в составе Архангельской волости Ставропольского уезда Самарской губернии.
С 1919 года, ввиду разукрупнения Ставропольского уезда, деревня вошла в состав новообразованного Мелекесского уезда.
6 января 1926 года — в Чердаклинской волости Мелекесского уезда Самарской губернии.
С 14 мая 1928 году — в Мелекесском районе Ульяновского округа Средне-Волжской области.
С 29 октября 1929 года — в Алексеевском сельсовете Чердаклинского района Средне-Волжского края, с 30 июля 1930 года — Куйбышевского края и с 1936 года — Куйбышевской области, с 19 января 1943 года — Чердаклинского района Ульяновской области.
С 1972 года — в Мирновском сельсовете.
С 1976 года — в Заволжском районе Ульяновска.

## Население
- На 1859 год в деревне Алексеевский Выселок в 47 дворах жило: 171 муж. и 170 жен.[13];
- На 1889 год в деревне Алексеевка в 94 дворах жило 614 жителя[2];
- На 1900 год в деревне в 107 дворах жило: 322 муж. и 320 жен. (642)[3];
- На 1910 год в деревне в 148 дворах жило: 425 муж. и 415 жен.[14];
- На 1928 год в деревне в 203 дворах жило: 510 муж. и 549 жен. (1059 чел.)[15];
- На 1930 год в селе Алексеевка в 240 дворах жило 1150 жителя[4];

## Известные уроженцы
- Большов Александр Михайлович — советский и российский партийный и государственный деятель, председатель Ульяновского облисполкома (1982—1987), почётный гражданин Ульяновской области.